# 省 (南非)

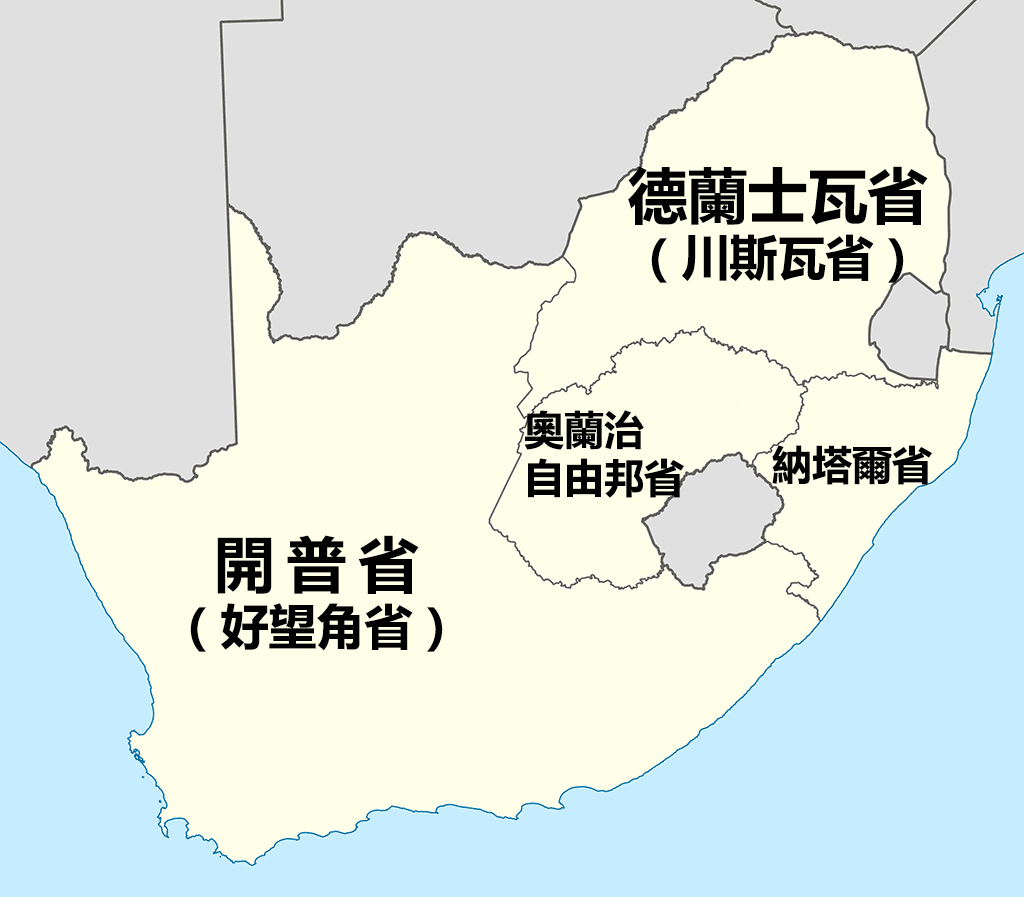
1910年至1976年的南非省份划分地图。

種族隔離結束時，南非省份與家園劃分地圖。

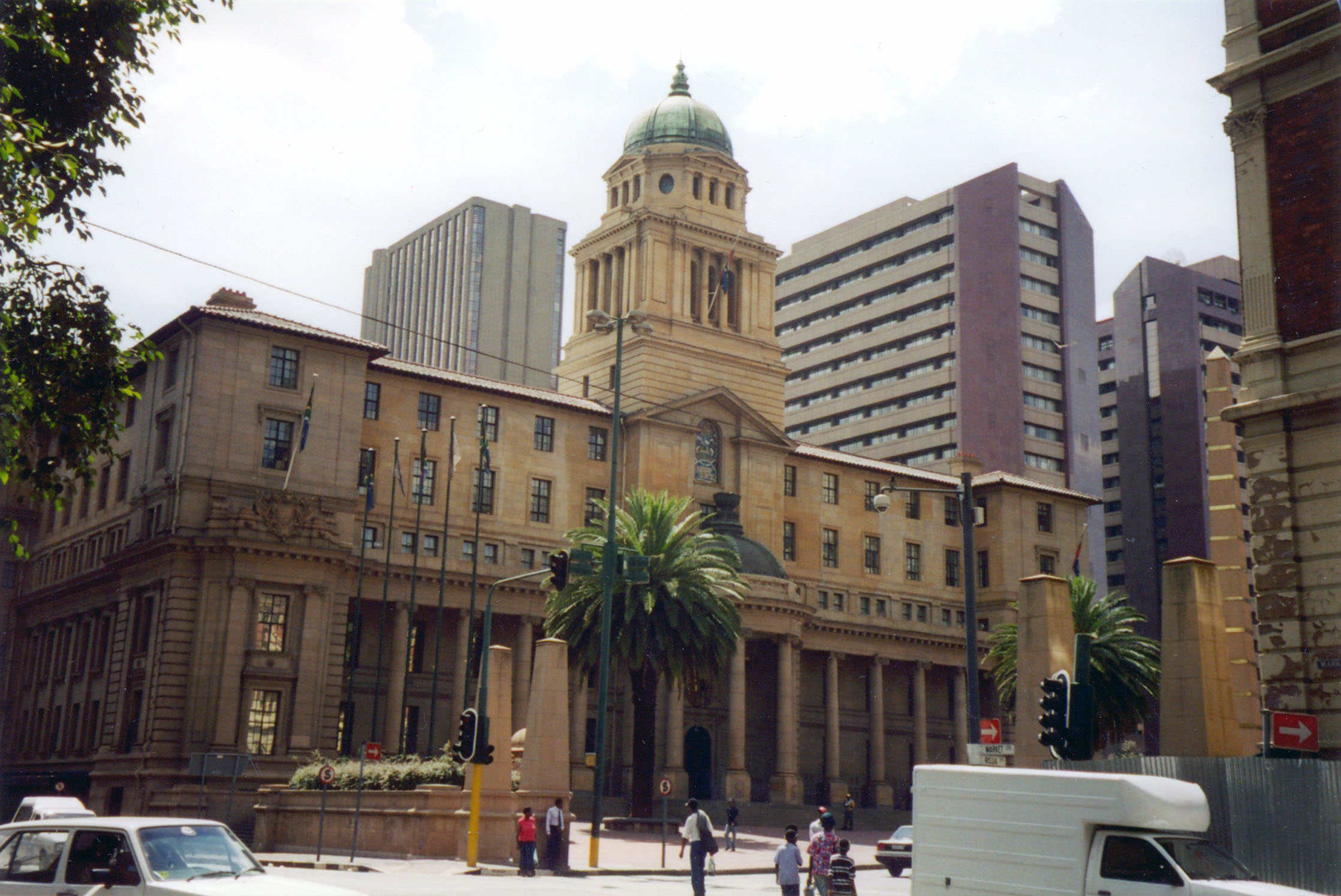
約翰內斯堡市政廳，現豪登省立法機關所在地。

省是南非共和國的一級行政區，該國共有9個省。1994年大選前夕，南非政府將當時的班圖斯坦（也稱為“原住家園”）進行整合；原本的四個省成為現在的9個省。隨後頒布的現行《南非憲法》第十二、十三和十六修正案對七個省的邊界進行了調整。

## 發展沿革
現南非共和國前身南非聯邦成立於1910年，由大英帝國的開普殖民地、納塔爾殖民地、德蘭士瓦殖民地和奧蘭治河殖民地合併組成；其中德蘭士瓦殖民地和奧蘭治河殖民地曾於第二次布爾戰爭之前被稱為南非共和國和奧蘭治自由邦。這些地區也就成為南非聯邦最初的四個省：開普省、納塔爾省、德蘭士瓦省和奧蘭治自由邦省。
種族隔離制度消除時的省和原住家園對南非黑人的隔離早在1913年就開始了，大多數黑人的土地所有權被局限在僅佔全國13%的土地上。從1950年代開始，這些地區被合併成為“原住家園”或“班圖斯坦”。在種族隔離時代，其中四個原住家園被建立為黑人佔主要地位的準獨立民族國家。1976年，特蘭斯凱成為第一個接受從南非獨立並組建共和國的“原住家園”，儘管這個獨立從未得到當時世界上任何國家的承認。即便如此，博普塔茨瓦納（1977年年）、文達（1979年）和西斯凱（1981年）等三個“原住家園”也先後紛紛效仿。
1994年4月27日，南非原有的省份和原住家園在南非首次非種族隔離選舉及《臨時憲法》通過之日宣佈全體解散並重新成立了9個新的省份。這些省份的邊界是由民主南非大會（Convention for a Democratic South Africa）所創立的“區域劃界 / 標界委員會（Commission on the Demarcation/Delimitation of Regions）”所決定，大部分上基本依據南部非洲開發銀行在1980年代所劃分的規劃區域。 通過在提議的省份之間轉移地區並從現有的地方司法轄區合併，藉此對希望鞏固其權力基礎的政黨做出一些讓步。 在《臨時憲法》附表1中可以找到新省份關於地方司法轄區的定義。
2003年7月11日，南非憲法的第十一修正案將北方省更名為林波波省。 2006年3月1日，第十二和第十三修正案改變了七個省的邊界。 2009年4月3日，第十六修正案改變了西北省和豪登省的邊界。

## 管轄治理
南非共和國各省在中央、省及地方三級層面以不同的方式進行管轄和治理。
在中央層面，全國省級事務委員會（南非國會的上議院）對涉及省界變更等事務有管轄權；；在此之下就是省政府；而再在此之下就是南非地區市和都會市的市政府。

### 全國省級事務委員會
南非共和國國會設有兩院：國民議會（下議院）和全國省級事務委員會（上議院）； 省務院的設立就在於確定各省利益在國民議會所通過的法律中得到保障。
南非9個省每個省在省務院都擁有一個10人代表團；其中6人為常任代表，而剩下4人則為特別代表。

### 省政府
南非各省均有一個一院制立法機關進行管轄治理。各省立法機關的規模與該省的人口成正比，議員人數從北開普省的30人到夸祖魯-納塔爾省的80人不等。立法機關每5年選舉一次，採用政黨名單比例代表制；按照慣例，省立法機關的選舉與國民議會的選舉在同一日。
在省立法機關選舉結束後，省立法機關將從自己的成員中選舉一人成為省長，他同時也是省級政府首腦。 省長會從省立法機關選擇10至15人組成行政委員會，這即是省政府內閣，而當中成員即省政府各部門的長官。
省政府的權力僅限於國家憲法中列出的特定主題。在其中一些主題上——例如農業、教育、衛生和公共住房——省的權力與中央政府共享，中央政府可以建立統一的標準和框架供省政府遵循；在其他議題上，省政府擁有專屬權力。
各省沒有自己的法院系統，因為司法權屬於中央政府。

## 現有省份
| 省 （英語名） （當地主要語言名）:25     | 省會                                                           | 最大城市   | 面積:9                          | 人口       | 人口密度                  | HDI  | 地圖 |
| --------------------------------------- | -------------------------------------------------------------- | ---------- | ------------------------------- | ---------- | ------------------------- | ---- | ---- |
| 東開普省          | 比紹                                                           | 吉科巴哈   | 168,966 km2 （65,238 sq mi）    | 6,566,000  | 38.8/km2 （100/sq mi）    | 0.62 |      |
| 自由邦省          | 佈隆方丹                                                       | 佈隆方丹   | 129,825 km2 （50,126 sq mi）    | 2,732,000  | 21.1/km2 （55/sq mi）     | 0.67 |      |
| 豪登省            | 約翰內斯堡                                                     | 約翰內斯堡 | 18,178 km2 （7,019 sq mi）      | 12,353,000 | 675.1/km2 （1,749/sq mi） | 0.74 |      |
| 夸祖魯-納塔爾省   | 皮特馬利茲堡                                                   | 德班       | 94,361 km2 （36,433 sq mi）     | 10,273,000 | 108.8/km2 （282/sq mi）   | 0.63 |      |
| 林波波省        | 波洛夸內                                                       | 波洛夸內   | 125,754 km2 （48,554 sq mi）    | 5,396,000  | 43.0/km2 （111/sq mi）    | 0.59 |      |
| 普馬蘭加省      | 姆邦貝拉                                                       | 姆邦貝拉   | 76,495 km2 （29,535 sq mi）     | 3,993,000  | 52.8/km2 （137/sq mi）    | 0.65 |      |
| 西北省            | 梅富根                                                         | 魯斯登堡   | 104,882 km2 （40,495 sq mi）    | 3,496,000  | 33.5/km2 （87/sq mi）     | 0.61 |      |
| 北開普省          | 金伯利                                                         | 金伯利     | 372,889 km2 （143,973 sq mi）   | 1,136,000  | 3.1/km2 （8.0/sq mi）     | 0.69 |      |
| 西開普省          | 開普敦                                                         | 開普敦     | 129,462 km2 （49,986 sq mi）    | 5,826,000  | 45.0/km2 （117/sq mi）    | 0.77 |      |
|                                         |                                                                |            |                                 |            |                           |      |      |
| 南非共和國        | 比勒陀利亞（行政首都） 開普敦（立法首都） 佈隆方丹（司法首都） | 約翰內斯堡 | 1,220,813 km2 （471,359 sq mi） | 51,771,000 | 42.4/km2 （110/sq mi）    | 0.67 |      |
| 腳註： 1. 2.                            |                                                                |            |                                 |            |                           |      |      |

### 省份縮寫
| 省                                                                      | HASC  | ISO    | FIPS | CSS | 傳統習慣 |
| ----------------------------------------------------------------------- | ----- | ------ | ---- | --- | -------- |
| 東開普省                                                                | ZA.EC | ZA-EC  | SF05 | 02  | EC       |
| 自由邦省                                                                | ZA.FS | ZA-FS  | SF03 | 04  | FS       |
| 豪登省                                                                  | ZA.GT | ZA-GP  | SF06 | 07  | GP       |
| 夸祖魯-納塔爾省                                                         | ZA.NL | ZA-KZN | SF02 | 05  | KZN      |
| 林波波省                                                                | ZA.NP | ZA-LP  | SF09 | 09  | LP       |
| 普馬蘭加省                                                              | ZA.EC | ZA-EC  | SF05 | 02  | EC       |
| 北開普省                                                                | ZA.NC | ZA-NC  | SF08 | 03  | NC       |
| 西北省                                                                  | ZA.NW | ZA-NW  | SF10 | 06  | NW       |
| 西開普省                                                                | ZA.WC | ZA-WC  | SF11 | 01  | WC       |
| 註解： 1. CSS指南非統計局（原名“南非中央統計服務（Central Statistical Service of South Africa）”）所使用省份代碼。 |       |        |      |     |          |

## 過去區劃
| 行政區名                                     | 存續年代      | 首府                                          | 高峰人口數 | 位置 |
| 省                                           | 省            | 省                                            | 省         | 省   |
| -------------------------------------------- | ------------- | --------------------------------------------- | ---------- | ---- |
| 開普省                                       | 1910年–1994年 | 開普敦                                        | 6,125,335  |      |
| 納塔爾省                                     | 1910年–1994年 | 皮特馬利茲堡                                  | 2,430,753  |      |
| 奧蘭治自由邦省                               | 1910年–1994年 | 佈隆方丹                                      | 2,193,062  |      |
| 川斯瓦省                                     | 1910年–1994年 | 比勒陀利亞                                    | 9,491,265  |      |
| 原住家園                                     |               |                                               |            |      |
| 博普塔茨瓦納△                                | 1977年–1994年 | 姆馬巴托                                      | 1,478,950  |      |
| 西斯凱△                                      | 1972年–1994年 | 比紹                                          | 677,920    |      |
| 加贊庫盧                                     | 1971年–1994年 | 吉亞尼                                        | 954,771    |      |
| 卡恩格瓦尼                                   | 1981年–1994年 | 盧耶維爾 斯古曼斯戴爾（事實上）               | 779,240    |      |
| 夸恩德貝勒                                   | 1981年–1994年 | 夸姆朗加                                      | 404,246    |      |
| 夸祖魯                                       | 1981年–1994年 | 農戈馬（截至1980年） 烏倫迪（1980年－1994年） | 5,524,774  |      |
| 萊博瓦                                       | 1972年–1994年 | 萊博瓦科莫                                    | 2,740,587  |      |
| 庫瓦庫瓦                                     | 1972年–1994年 | 普達迪澤巴                                    | 342,886    |      |
| 特蘭斯凱△                                    | 1976年–1994年 | 烏姆塔塔                                      | 2,323,650  |      |
| 文達△                                        | 1979年–1994年 | 托霍延杜                                      | 558,797    |      |
| 託管地                                       |               |                                               |            |      |
| 西南非洲☆                                    | 不適用        | 溫得和克                                      | 1,415,000  |      |
| 註解 1. ☆於1990年3月21日獨立為納米比亞共和國 |               |                                               |            |      |